# Simon Stijl
Simon Stijl, né le 25 février 1731 à Harlingen et mort dans cette ville le 31 mai 1804, est un homme politique et un poète néerlandais.

## Biographie
Stijl fait ses études de médecine dans les universités de Franeker et de Leyde, où il pratique la médecine. Diplômé en 1754, il rentre à Harlingen, dans la province de Frise et s'installe comme médecin. De 1761 à 1766, il préside la société médicale Servandis Civibus. Passionné de théâtre et d'histoire, il écrit fréquemment des poèmes en parallèle à son activité. En 1762, il fonde un théâtre et dirige une troupe d'amateurs. Il écrit quelques pièces et interprète souvent le premier rôle.
Membre du comité révolutionnaire de Harlingen, sa réputation lui vaut d'être élu le 19 février 1795, au début de la Révolution batave, à l'assemblée provisoire de la Frise, puis représentant de la province aux États généraux des Provinces-Unies le 27 mars. En juin, il rentre en Frise et devient président de l'assemblée des représentants du peuple de Frise. En mars 1796, il est élu, contre sa volonté, député du district de Sneek à la première Assemblée nationale batave et est nommé à la commission chargée de rédiger la constitution de la République batave. Cependant, il ne se rend à La Haye qu'à partir du mois de juillet. Il s'y signale en prenant position en faveur d'une constitution fédérale. Le 10 novembre, le comité rend son rapport, un projet de compromis entre les idées unitaristes et fédéralistes et Simon Stijl prononce un discours pour le présenter. Le projet, modifié et amendé jusqu'au mois de mai 1797, est rejeté par référendum le 8 août. Au même moment a lieu le renouvellement de l'Assemblée et n'est pas réélu, à sa grande satisfaction. Il se retire de la vie politique et reprend son activité de médecin.

## Publications
- De torenbouw van het vlek Brikkekiks in het landschap Batrachia
- De vryer na de kunst
- Krispyn filozoof (1768)
- De Mityleners (1768)
- De opkomst en bloei der Vereenigde Nederlanden (1774)
- Het leven van Jan Punt (1781)